# Гортер, Йоханнес де
Йоханнес де Гортер (1689—1762) — голландский медик, отец Давида де Гортера.
В 1725 г. по рекомендации своего учителя Германа Бургаве приглашён на должность профессора медицины в Университет Хардервейка и занимал её 29 лет. В это время университет переживал период расцвета. Гортер состоял в переписке со знаменитыми учеными, а в 1735 году был научным руководителем Карла Линнея, приехавшего в Голландию, чтобы получить степень доктора медицины.
Был известен при российском императорском дворе. Абрахам Бургав-Каау (1715—1758), гоф-медик Елизаветы Петровны, по состоянию здоровья не мог исполнять свои обязанности, Гортер был приглашён ему на смену, в 1754 году поступил на русскую службу и переехал со всей семьёй в Петербург. 3 февраля 1757 году был избран почётным членом Петербургской академии наук одновременно с сыном. В России, однако, Гортер пробыл лишь около четырёх лет: смерть жены и тоска по родине привели к ухудшению здоровья, и в 1758 году он вернулся в Нидерланды.
Был членом Королевской нидерландской академии наук и академии Леопольдина.
Важнейший труд Гортера — Medicina Hippocratica exponens aphorismos Hippocratis. Amsterdam 1739—1742. 7 vol.; Pad. 1747, 1753, Amsterdam 1754. Эта работа посвящена достижениям практической медицины того времени, изложенным посредством афоризмов Гиппократа.